# St. Johannes der Täufer (Gniezno)

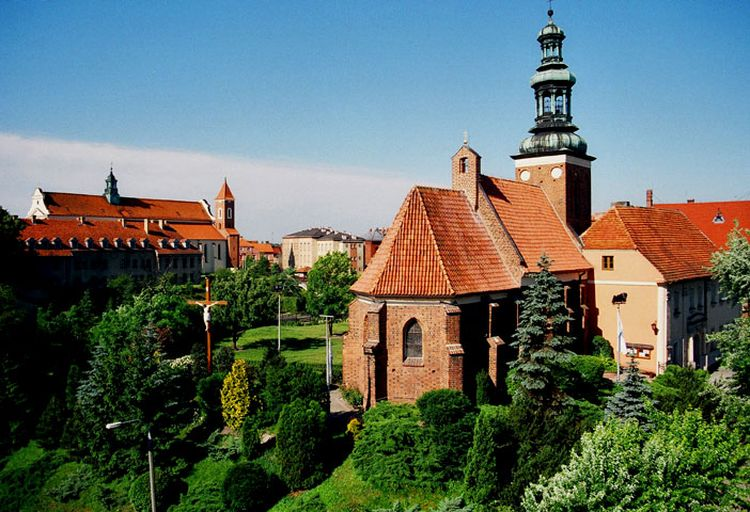
Kirche St. Johannes der Täufer mit Kloster

Die Rektorkirche des Hl. Johannes der Täufer in Gniezno (polnisch Kościół rektorski św. Jana Chrzciciela w Gnieźnie) ist eine gotische Hallenkirche in Gniezno aus der Mitte des 14. Jahrhunderts mit wertvollen Wandmalereien aus dieser Zeit.

## Errichtung der Kirche

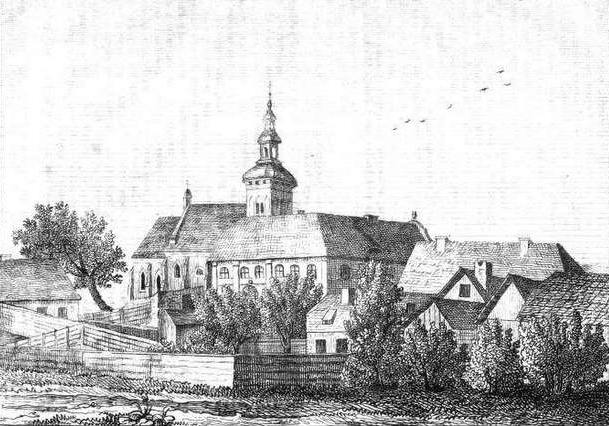
Kirche St. Johannes der Täufer
(Lithographie dem 1440er Jahren)

Um 1179 holte der Domherr von Gniezno aus Miechowo (polnisches Dorf in der Woiwodschaft Ermland-Masuren) Ritter des Ritterorden vom Heiligen Grab zu Jerusalem (der Orden entstand während der Kreuzzüge zur Verteidigung des Christus-Grabes in Jerusalem) und setzte sie vor der Kirche zum Hl. Kreuz Gniezno ab. Das Symbol des Ordens war das Kreuz mit doppeltem Querbalken. Im Jahre 1243 stifteten Przemysław I und Bolesław der Fromme den Ordensrittern Kirche und Kloster am Stadtrand von Gniezno, wo bereits ein Hospital war. Seit dem 14. Jahrhundert steht auf dieser Anhöhe die Kirche St. Johannes der Täufer. Den Baubeginn datiert man auf 1331 nach der Zerstörung Gnieznos durch den Deutschen Orden.

## Architektur und Innenraum
Die Kirche St. Johannes der Täufer ist ein orientiertes, einschiffiges, langes und mit Backstein-Ziegeln gemauertes Gebäude. Ihr Chorraum (Höhe 5,6 m / Breite 5,15 m / Länge 7,50 m) richtet sich gen Osten, ist etwas älter als das Kirchenschiff, das zwei Kreuzgewölbe besitzt.
Diese sind durch Gurtbogen in einzelne Joche getrennt. Die Joche befinden sich als Raumkompartiment zwischen vier Stützen: Kräftige, von den Stützen ausgehende diagonale Rippen unterteilen den Raum in vier oder mehrere aneinander stoßende, seitlich von den Wänden begrenzte Dreiecke.

## Presbyterium (Chorraum)

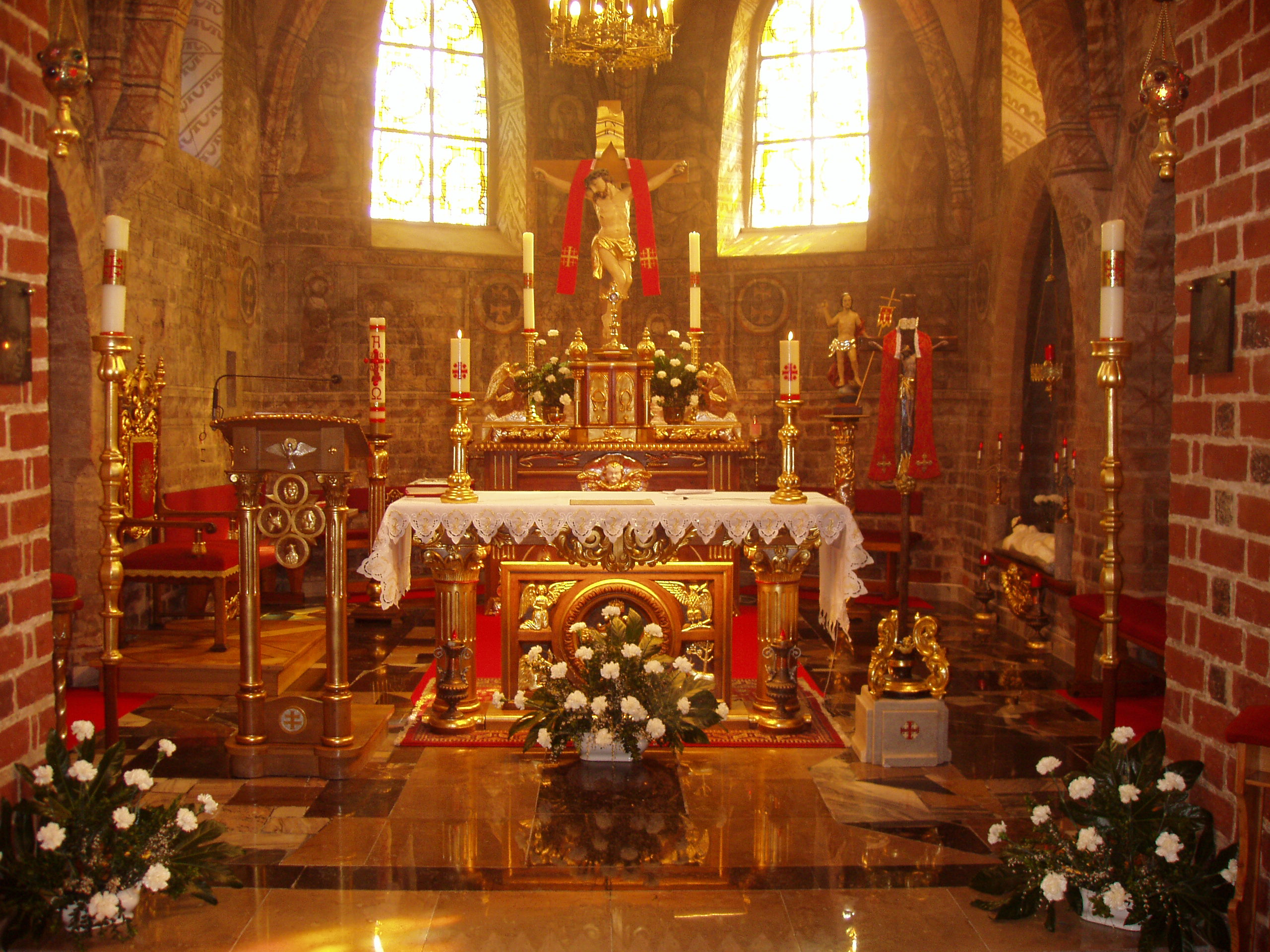
Chorraum

Das ursprüngliche Presbyterium besaß im 14. Jahrhundert nur drei Fenster; zwei an der zweiseitig geschlossenen Wand und eines an der Südwand. Das spätere Fenster der Südwand ist vermutlich eine Kopie aus dem 16. Jahrhundert und zwei weitere aus dem Ende des 17. Jahrhunderts. Heute tragen alle sechs Kirchenwände Fensteröffnungen.

## Kirchenschiff, Kirchturm und Kloster

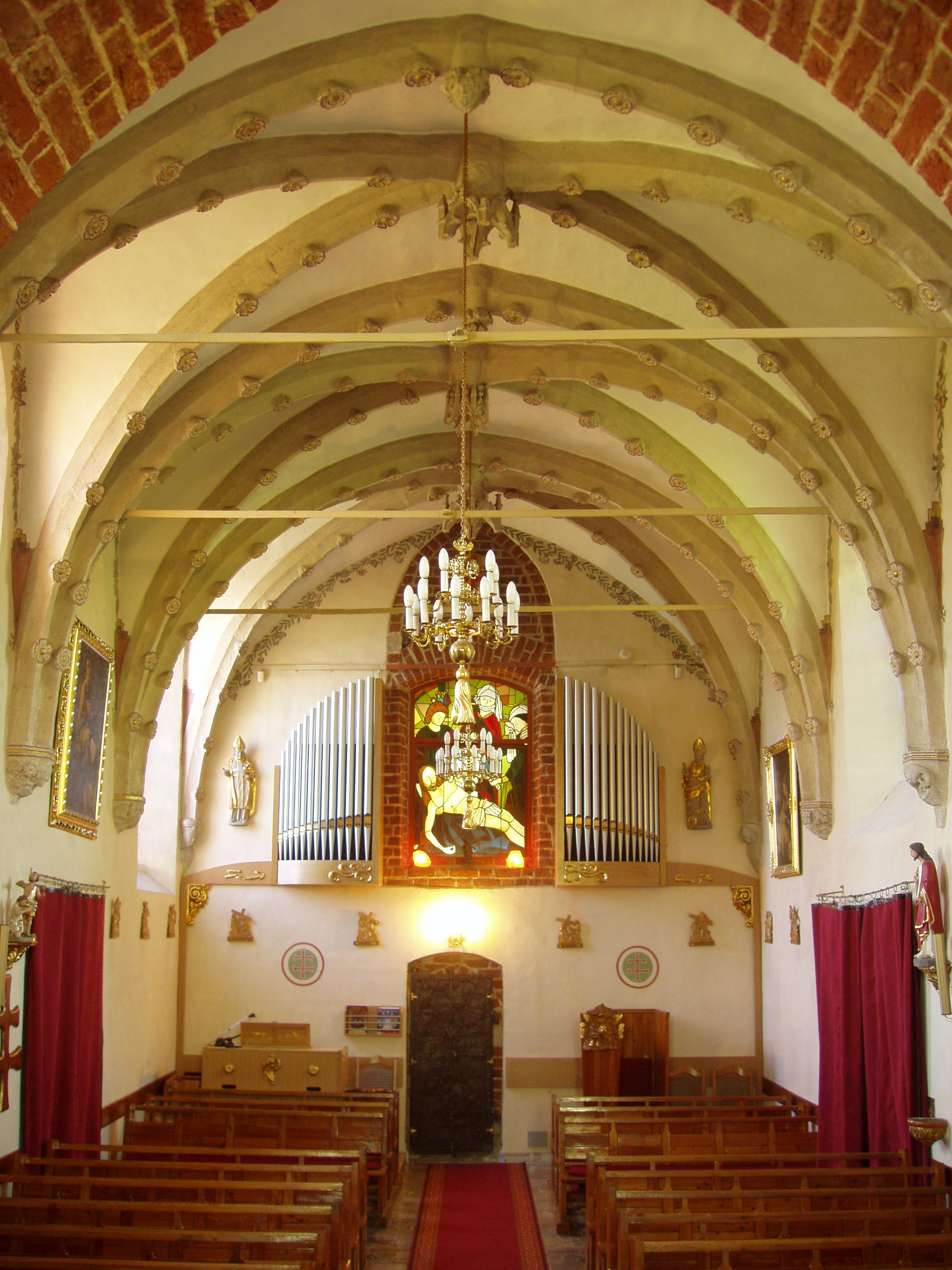
Kirchenschiff

Das Kirchenschiff entstand in der zweiten Hälfte des 14. Jahrhunderts. Es befindet sich westlich des Kirchturms (der im Keller die Sakristei beherbergt) und ist vier Joche lang bzw. etwas höher und breiter als das Presbyterium. Seine Konstruktionselemente (Gewölberippe, Pilaster, Konsolen, Fensterrahmen) bestehen aus Kunststein. An den Konsolen gibt es prächtige Figuren- und Tierdekorationen: an der Nordwand ein Fuchs und Gänse, an der Südwand die Fütterung geschlüpfter Pelikan-Küken und Masken, umgeben von Laub. Auf dem Schlussstein der Gewölberippen sind drei Pilaster in Form eines Baldachins (der vierte Pilaster ist zerstört). Da, wo sich die Gewölberippen kreuzen, befinden sich zwei Knöpfe sowie Blumen mit einer doppelten Krone. Ansonsten schmücken zahlreiche Rosetten und fünfblättrige Blumen die Gewölberippen. Die fünf spitzbögischen Kirchenfenster entsprechen den typischen Merkmalen des gotischen Baustils. Das Kirchenportal zum Kirchenschiff ist auf der Südseite gotisch (mit verzierten Ziegeln) bzw. auf der Nordseite, erbaut im 17. Jahrhundert, barock. Die Tore der Sakristei zum Kirchenschiff sind aus Gusseisen, Reliquien einer alten Burg.
Der Kirchturm ist vieretagig. An seiner Nordseite befindet sich im Keller ein Rundfenster aus vierblättrigem, zarten Stein. In den anderen Stockwerken sind die Fenster und Armaturbretter spitzbögig und rund. Der Turmhelm aus Platt-Kupfer ist barock (aus dem Jahre 1666) und trägt zwei Laternen. Das Gesims ist mit verzierten Steinen gestaltet.
Neben der Kirche steht das im gotischen Stil erbaute, mehrstöckige und unterkellerte Kloster, das später teilweise barockisiert wurde. In der ersten Etage verbindet eine Galerie das Kloster mit der Kirche. Im Kloster befindet sich seit dem Ende des 20. Jahrhunderts eine Grundschule.

## Kanoniker und Ritter des Ritterorden vom Heiligen Grab zu Jerusalem
Im Jahre 1163, zu Beginn des Ersten Kreuzzugs siedelten sich in Gniezno zahlreiche Ritter des katholischen Ritterordens vom Heiligen Grab (OESSH) an, durch die dank einer Stiftung Przemysł II. schon 1243 ein Krankenhaus und ein Kloster existierte. In Polen bekannt als Miechowitami (wegen der Ritter Hauptkloster in Miechowo) wirkten sie auf Ordensritterlichem, seelsorgerischem, karitativem und erzieherischem Gebiet. Der kanonische Zweig, basierend auf den Regeln des Hl. Augustinus, zerfiel erst 1819 mit der Auflösung des Ritterordens im russischen Besatzungsgebiet. Erhaltene Gebäude aus der Zeit des Ritterordens sind die Kirche des Hl. Grabes in Michowo, der Ritterordenskomplex in Przeworsk sowie das Kloster und mit Rektorkirche des Hl. Johannes der Täufer in Gniezno. Eine besondere Blüte erlebt derzeit der im 19. Jahrhundert wiederbelebte katholische Ritterorden vom Heiligen Grab zu Jerusalem (päpstlich anerkannte Gemeinschaft katholischer Laien und Priester), der eine juristische Person des Kanonischen Rechts ist, am 1. Februar 1996 durch Johannes Paul II. bestätigt.

## Multimediale Rundansicht
- Multimediale Rundansicht der Rektorkirche des Hl. Johannes der Täufer